# 傅友文
傅友文（1331年—1393年），字益質，明初官员，開國勳將潁國公傅友德的胞弟。
家族先宿州（今安徽省淮北市）人，后徒砀山县。其父傅宗達乃相城縣令，其兄傅友德乃明朝開國勳將，是明初元勳級大人物。傅友文曾獻策於吳王朱元璋，助其剿滅浙東海賊方國珍、方國瑛兄弟殘餘勢力，創建奇功，故元璋稱帝後，遂官拜戶部侍郎。之後，因不滿明太祖朱元璋憑藉胡惟庸謀反案濫殺有功朝臣，故與涼國公藍玉、東莞伯何榮、景川侯曹震、鶴慶侯張翼、舳艫侯朱壽、吏部尚書詹徽等人私下議論時政，被太祖親信錦衣衛指揮使蔣瓛申報告發，遂遭明帝夷誅三族。當時正於山西練兵的兄長潁國公傅友德、宋國公馮勝、定遠侯王弼、永平侯謝成、會寧侯張溫等人皆被藍玉同黨謀反案牽連處死，連其罪臣眷屬都遭徙放雲南、貴州。然在明成祖朱棣即位後平反，替淮西勳貴傅氏、馮氏、何氏一族立廟配饗於明廷，並追復其同族裔孫能繼任其爵位與官職。